# Alternierende Gruppe
Die alternierende Gruppe vom Grad {\displaystyle n} besteht aus allen geraden Permutationen einer {\displaystyle n}-elementigen Menge. Die Verknüpfung der Gruppe ist die Verkettung (Hintereinanderausführung) der Permutationen. Meist wird einfach von der alternierenden Gruppe {\displaystyle A_{n}} gesprochen.
Die alternierenden Gruppen sind Untergruppen der entsprechenden symmetrischen Gruppen {\displaystyle S_{n}}. Eine besondere Bedeutung kommt der alternierenden Gruppe {\displaystyle A_{5}} zu. Dass sie der einzige nicht-triviale Normalteiler von {\displaystyle S_{5}} ist, ist ein wichtiger Bestandteil des Beweises des Satzes von Abel-Ruffini. Dieser Satz aus dem beginnenden 19. Jahrhundert besagt, dass Polynomgleichungen fünften oder höheren Grades nicht durch Wurzelausdrücke lösbar sind.

## Eigenschaften
Die alternierenden Gruppen sind nur für {\displaystyle n\geq 2} definiert.
Die alternierende Gruppe {\displaystyle A_{n}} besteht aus {\displaystyle {\tfrac {1}{2}}n!} Elementen. Nur die Gruppen {\displaystyle A_{2}} und {\displaystyle A_{3}} sind abelsch. Die alternierende Gruppe {\displaystyle A_{n}} ist die Kommutatorgruppe der symmetrischen Gruppe {\displaystyle S_{n}}.
Bis auf {\displaystyle A_{2}} und {\displaystyle A_{4}} sind alle alternierenden Gruppen einfach. {\displaystyle A_{5}} ist die kleinste nichtabelsche einfache Gruppe; sie ist isomorph zur Drehgruppe des Ikosaeders (siehe Ikosaedergruppe).

### Erzeugendensystem
Die alternierende Gruppe {\displaystyle A_{n}} wird von den 3-Zykeln der symmetrischen Gruppe {\displaystyle S_{n}} erzeugt.
Jeder 3-Zykel {\displaystyle (a~b~c)} ist eine gerade Permutation, da er sich als Produkt von zwei Transpositionen
{\displaystyle (a~b)\circ (b~c)=(a~b~c)}
schreiben lässt, und deshalb ein Element der alternierenden Gruppe. 
Des Weiteren ist jede gerade Permutation ein Produkt von 3-Zykeln, da Paare aus zwei Transpositionen Produkte von 3-Zykeln sind. Im Einzelnen gilt
- {\displaystyle (a~b)\circ (a~b)=\mathrm {id} =(a~b~c)\circ (c~b~a)}, wenn beide Transpositionen gleich sind.
- {\displaystyle (a~b)\circ (a~c)=(a~c~b)}, wenn beide Transpositionen ein gemeinsames Element besitzen.
- {\displaystyle (a~b)\circ (c~d)=(a~c~b)\circ (a~c~d)}, wenn beide Transpositionen kein gemeinsames Element besitzen.

### Einbettbarkeiten
Als Untergruppe kann die alternierende Gruppe {\displaystyle A_{n}} trivialerweise in die symmetrische Gruppe {\displaystyle S_{n}} eingebettet werden.
Aber auch umgekehrt kann {\displaystyle S_{n}} unter Anhängen der Transposition {\displaystyle {\bigl (}(n\!\!+\!\!1)~(n\!\!+\!\!2){\bigr )}} an jede ungerade Permutation in die alternierende Gruppe {\displaystyle A_{n+2}} eingebettet werden.

## Inversionen und Inversionszahl, gerade und ungerade Permutationen
Von einem Fehlstand oder einer Inversion spricht man, wenn zwei „Stellen“ einer Permutation in „falscher“ Reihenfolge stehen.
Zur Ermittlung der Inversionszahl einer Permutation werden alle ihre Stellen paarweise miteinander verglichen und die Anzahl der Inversionen wird gezählt.
Beispiel: Die Permutation in Tupelschreibweise {\displaystyle (3,1,2)} besitzt die Inversionen „3 vor 1“ und „3 vor 2“ (abzulesen an der Zweizeilenform) und damit die Inversionszahl {\displaystyle 2}.
Von einer geraden Permutation spricht man, wenn deren Inversionszahl eine gerade Zahl ist; von einer ungeraden Permutation spricht man, wenn deren Inversionszahl eine ungerade Zahl ist.
Oft definiert man auch das Signum {\displaystyle \operatorname {sgn} \colon {\text{S}}_{n}\rightarrow \{+1,-1\}} wie folgt:
{\displaystyle \operatorname {sgn} (p)=+1}, falls die Permutation {\displaystyle p} gerade ist, und
{\displaystyle \operatorname {sgn} (p)=-1}, falls {\displaystyle p} ungerade ist.
Das Signum ist ein Gruppenhomomorphismus, es gilt also:
{\displaystyle \operatorname {sgn} (ps)=\operatorname {sgn} (p)\operatorname {sgn} (s)}
für die Permutationen {\displaystyle p} und {\displaystyle s}.

## Gruppeneigenschaften
Als Kern des Signums ist {\displaystyle A_{n}} automatisch ein Normalteiler von {\displaystyle S_{n}}.
Man kann auch die Untergruppeneigenschaften leicht nachrechnen:
Für die Menge der geraden Permutationen gilt:
- Die identische Permutation {\displaystyle \mathrm {id} } ist Element dieser Menge.
- Die Menge ist bezüglich Verkettung abgeschlossen, d. h., wenn {\displaystyle p_{1}} und {\displaystyle p_{2}} gerade Permutationen sind, sind auch {\displaystyle p_{1}\circ p_{2}} und {\displaystyle p_{1}^{-1}} gerade; eine Beweisskizze folgt weiter unten.

Mit diesen Voraussetzungen „erbt“ {\displaystyle A_{n}} direkt von {\displaystyle S_{n}} alle notwendigen Gruppeneigenschaften:
- Für alle geraden Permutationen {\displaystyle p_{1},p_{2},p_{3}\in A_{n}} gilt: {\displaystyle p_{1}\circ \left(p_{2}\circ p_{3}\right)=\left(p_{1}\circ p_{2}\right)\circ p_{3}}
- Für alle geraden Permutationen {\displaystyle p_{1}} gilt: {\displaystyle p_{1}\circ \mathrm {id} =\mathrm {id} \circ p_{1}=p_{1}}
- Für alle geraden Permutationen {\displaystyle p_{1}\in A_{n}} gilt: Es gibt ein gerades {\displaystyle p_{1}^{-1}\in A_{n}} mit {\displaystyle p_{1}\circ p_{1}^{-1}=p_{1}^{-1}\circ p_{1}=\mathrm {id} }.

Die Gruppe {\displaystyle A_{5}} stellt hierbei eine Besonderheit dar, da sie die kleinste einfache nicht-abelsche Gruppe ist.

## Abgeschlossenheit

### Transpositionen
Als Transposition bezeichnet man eine Permutation, bei der genau zwei verschiedene Stellen miteinander vertauscht werden, z. B. {\displaystyle (5~3)}, bei der 3 und 5 vertauscht werden.
Allgemein gilt für alle {\displaystyle n}-stelligen Permutationen {\displaystyle p_{1}} und {\displaystyle p_{2}}:
{\displaystyle p_{2}} lässt sich mit endlich vielen Transpositionen aus {\displaystyle p_{1}} erzeugen.
Als Spezialfall hiervon gilt für eine beliebige Permutation {\displaystyle p_{2}}:
{\displaystyle p_{2}} lässt sich mit endlich vielen Transpositionen aus der identischen Permutation {\displaystyle \mathrm {id} } erzeugen.

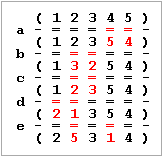
Im Bild ist dargestellt, wie die Permutation in Tupelschreibweise aus mit 5 Transpositionen erzeugt wird.

Bei der Wahl der notwendigen Transpositionen existiert eine gewisse Freiheit, so könnte man im Bild rechts beispielsweise die Transpositionen {\displaystyle b} und {\displaystyle c} wegfallen lassen, da sie sich offensichtlich aufheben.
Ebenso könnte man durch den Einbau weiterer sich paarweise aufhebender Transpositionen die Anzahl der Transpositionen auf 7, 9, 11, … erhöhen.
Allerdings ist es nicht möglich, {\displaystyle (2~5~3~1~4)} mit einer geraden Anzahl von Transpositionen aus {\displaystyle (1~2~3~4~5)} zu erzeugen.

### Transpositionen und Inversionszahl
Durch eine einzelne Transposition ändert sich der Wert der Inversionszahl immer um eine ungerade Zahl, d. h., aus einer geraden Permutation wird eine ungerade und umgekehrt.
Bei einer Transposition, die aus
{\displaystyle \left(\dotsc ,x,\dotsc ,y_{i},\dotsc ,z,\dotsc \right)} die neue Permutation
{\displaystyle \left(\dotsc ,z,\dotsc ,y_{i},\dotsc ,x,\dotsc \right)} erzeugt,
setzt sich die Änderung der Inversionszahl zusammen aus der Summe folgender Änderungen:
- Änderung, die sich aus der neuen Reihenfolge von {\displaystyle x} und {\displaystyle z} ergibt, diese ist +1, falls {\displaystyle x<z}, ansonsten −1.
- Änderung, die sich aus der neuen Reihenfolge von {\displaystyle x,y_{i}} und {\displaystyle z} ergibt.
  - Falls {\displaystyle y_{i}} größtes oder kleinstes Element von {\displaystyle x,y_{i},z} ist, beträgt die Änderung 0.
  - Falls {\displaystyle y_{i}} mittleres Element von {\displaystyle x,y_{i},z} ist, beträgt die Änderung +2 oder −2.

Die Summe aus einer ungeraden und beliebig vielen geraden Zahlen ergibt immer eine ungerade Zahl.

Umwandlung zwischen geraden und ungeraden Permutationen durch Transpositionen

Die weiter oben getroffene Aussage lässt sich verallgemeinern:
- Durch eine ungerade Anzahl von Transpositionen ändert sich der Wert der Inversionszahl immer um eine ungerade Zahl, d. h., aus einer geraden Permutation wird eine ungerade und umgekehrt.
- Durch eine gerade Anzahl von Transpositionen ändert sich der Wert der Inversionszahl immer um eine gerade Zahl, d. h., aus einer geraden Permutation wird erneut eine gerade Permutation und aus einer ungeraden Permutation wird erneut eine ungerade Permutation.

### Transpositionen und Abgeschlossenheit
Da id eine gerade Permutation ist, gilt:
- Alle geraden Permutationen lassen sich nur durch eine gerade Anzahl von Transpositionen aus id erzeugen.
- Alle ungeraden Permutationen lassen sich nur durch eine ungerade Anzahl von Transpositionen aus id erzeugen.

Wenn {\displaystyle p} und {\displaystyle q} gerade Permutationen sind, dann gibt es gerade Zahlen {\displaystyle p_{n}} und {\displaystyle q_{n}}, so dass sich {\displaystyle p} und {\displaystyle q} als Verkettung von Transpositionen wie folgt darstellen lassen:
- {\displaystyle p=t_{p_{1}}\circ \dotsb \circ t_{p_{n}}}
- {\displaystyle q=t_{q_{1}}\circ \dotsb \circ t_{q_{n}}}

Damit gilt {\displaystyle p\circ q=t_{p_{1}}\circ \dotsb \circ t_{p_{n}}\circ t_{q_{1}}\circ \dotsb \circ t_{q_{n}}}, somit ist auch die Verkettung {\displaystyle p\circ q} gerade.
Analog kann man herleiten:
Die Verkettung einer geraden und einer ungeraden Permutation erzeugt immer eine ungerade Permutation. Damit führt die Annahme, eine Permutation {\displaystyle p} sei gerade und {\displaystyle p^{-1}} sei ungerade, wegen {\displaystyle p\circ p^{-1}=\mathrm {id} } zum Widerspruch.

## Präsentation der GruppeAn
Eine Präsentation durch Erzeugende und Relationen sieht so aus:
Die Gruppe {\displaystyle A_{n}} wird für {\displaystyle n\geq 3} durch
Erzeugende {\displaystyle x_{1},\dotsc ,x_{n-2}} und
Relationen
{\displaystyle x_{1}^{3}=x_{i}^{2}=e}   für   {\displaystyle 2\leq i\leq n-2}
{\displaystyle (x_{i}x_{i+1})^{3}=e}   für   {\displaystyle 2\leq i\leq n-3}
{\displaystyle (x_{i}x_{j})^{2}=e}   für   {\displaystyle 1\leq i\leq n-4,i+1<j}
definiert.
Das heißt, dass jede Gruppe, die {\displaystyle n-2} Elemente {\displaystyle x_{1},\dotsc ,x_{n-2}} enthält, die untereinander die oben genannten Gleichungen erfüllen und insgesamt die Gruppe erzeugen, bereits zur alternierenden Gruppe {\displaystyle A_{n}} isomorph ist.
Das kann man etwa verwenden, um zu zeigen, dass {\displaystyle A_{8}} isomorph zur Gruppe {\displaystyle \mathrm {GL} _{4}(2)} der invertierbaren {\displaystyle 4\times 4}-Matrizen über dem Körper mit zwei Elementen ist. Das folgt aus der nachzurechnenden Tatsache, dass
{\displaystyle x_{1}={\begin{pmatrix}1&1&1&1\\0&0&0&1\\1&1&0&0\\0&1&0&1\end{pmatrix}}\quad \quad x_{2}={\begin{pmatrix}0&1&0&1\\0&0&1&0\\0&1&0&0\\1&0&1&0\end{pmatrix}}\quad \quad x_{3}={\begin{pmatrix}0&1&1&1\\0&1&0&1\\1&1&0&0\\0&0&0&1\end{pmatrix}}}
{\displaystyle x_{4}={\begin{pmatrix}1&0&1&0\\0&1&0&0\\0&0&1&0\\0&1&0&1\end{pmatrix}}\quad \quad x_{5}={\begin{pmatrix}0&0&1&0\\0&1&0&1\\1&0&0&0\\0&0&0&1\end{pmatrix}}\quad \quad x_{6}={\begin{pmatrix}0&1&1&1\\0&0&1&0\\0&1&0&0\\1&1&1&0\end{pmatrix}}}
die Gruppe erzeugen und obige Relationen erfüllen.